# Mirmande
Mirmande ist eine französische Gemeinde mit 606 Einwohnern (Stand 1. Januar 2022) im Drôme in der Region Auvergne-Rhône-Alpes; sie gehört zum Arrondissement Valence und zum Kanton Loriol-sur-Drôme. Die Bewohner werden Mirmandais und Mirmandaises genannt.

## Geographie
Das Dorf liegt auf einer Anhöhe über dem Tal der Rhône rund 21 Kilometer nördlich von Montélimar und 32 Kilometer südlich von Valence.

## Bevölkerungsentwicklung
| Jahr                       | 1962 | 1968 | 1975 | 1982 | 1990 | 1999 | 2006 | 2017 |
| Einwohner                  | 459  | 459  | 407  | 420  | 497  | 503  | 507  | 585  |
| Quellen: Cassini und INSEE |      |      |      |      |      |      |      |      |

## Sehenswürdigkeiten
- Ehemalige Kirche Sainte-Foy aus dem 12. Jahrhundert, seit 1948 als Monument historique eingeschrieben
- Kirche Saint-Pierre
- Kapelle Sainte Lucie, 1887 errichtet

Mirmande gehört zu den schönsten Dörfern Frankreichs.

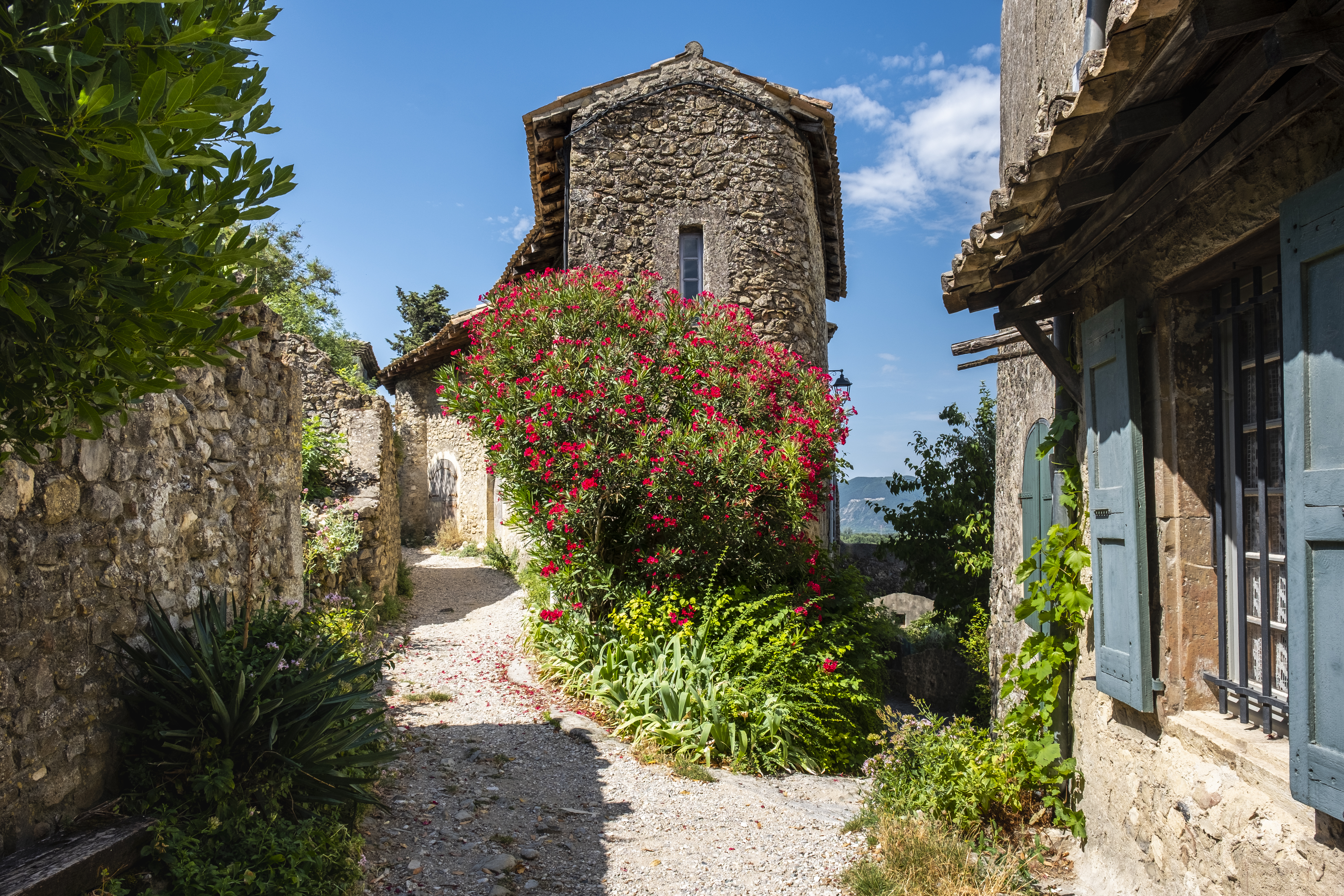
Ein Spaziergang durch die idyllischen Gassen von Mirmande
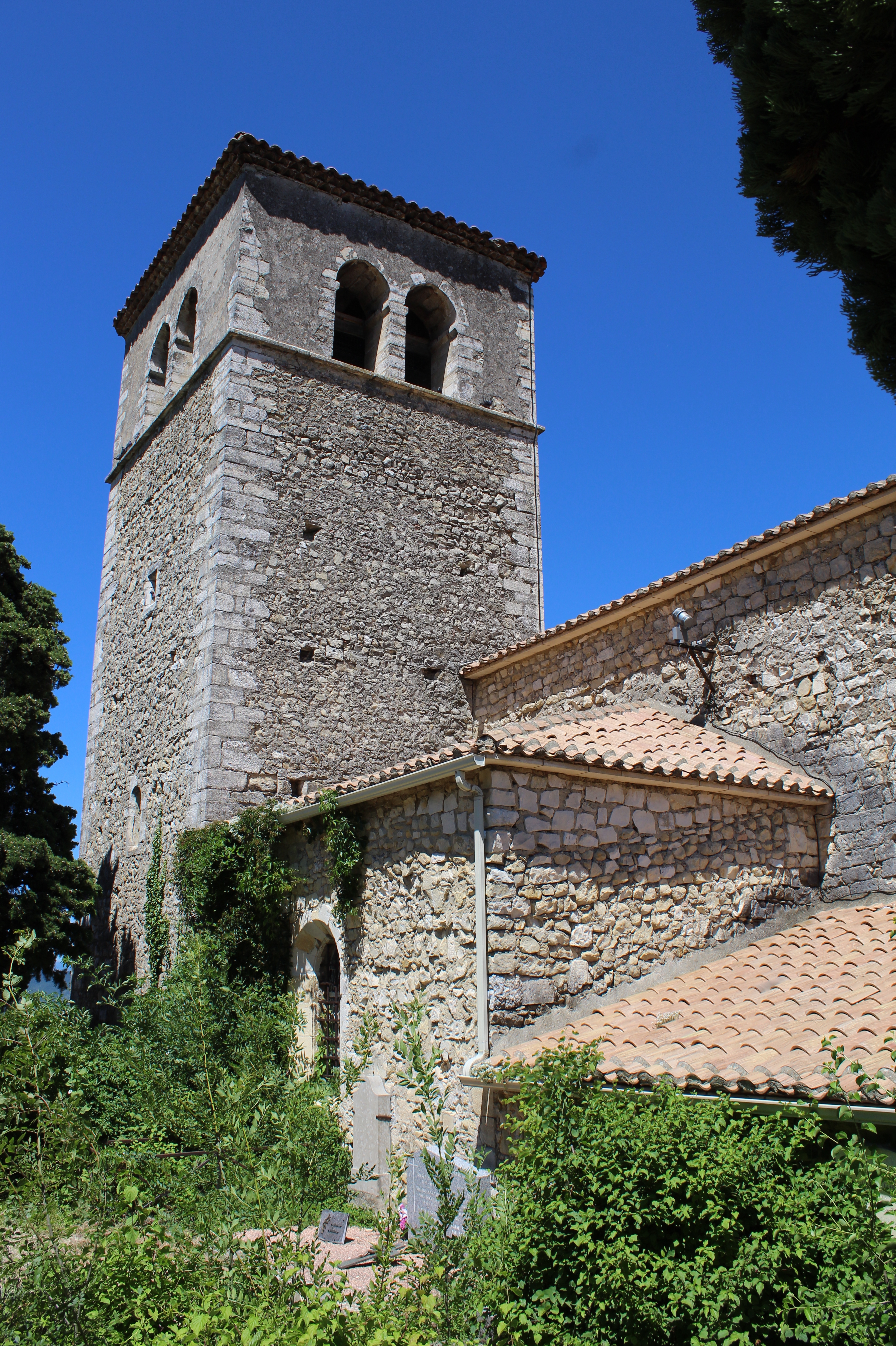
Ehemalige Kirche Sainte-Foy
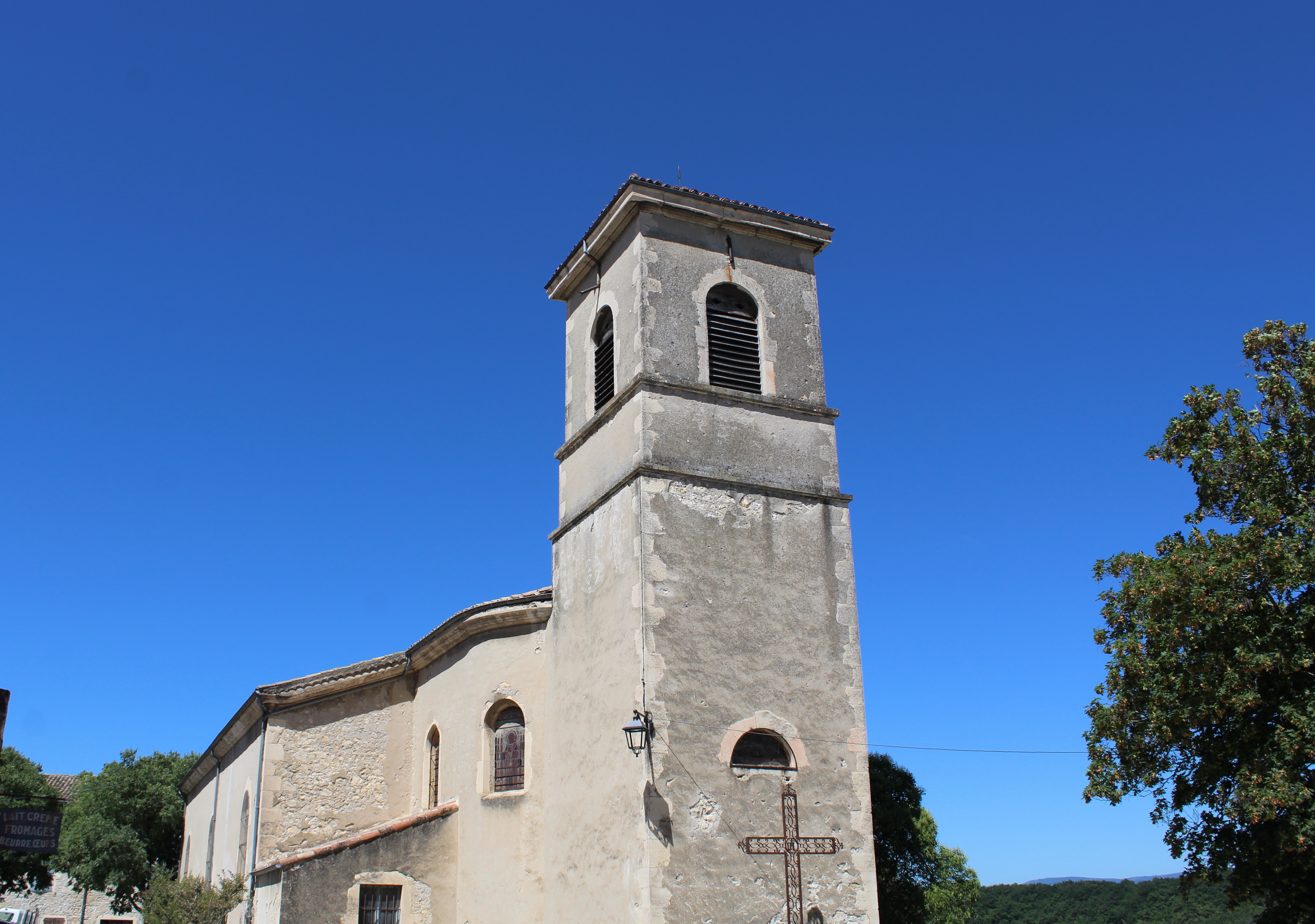
Kirche Saint-Pierre
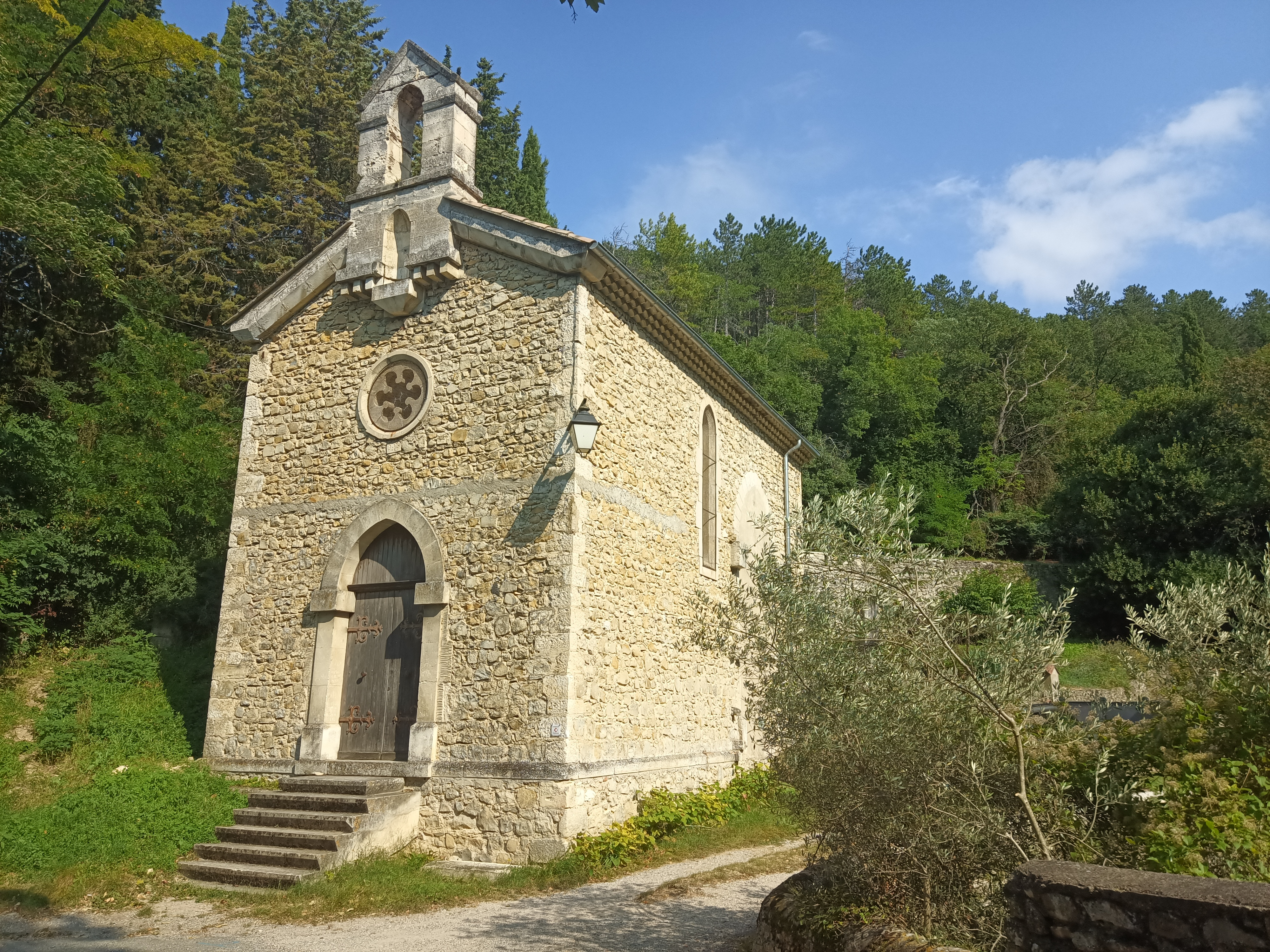
Kapelle Sainte Lucie